# СССР-2061
«СССР-2061» — художественный проект, направленный на возрождение жанра — советская литературная фантастика. В рамках проекта проводятся конкурсы графических и литературных работ, а также художественные выставки.

## История создания
В начале 2011 года группа энтузиастов решила организовать общественный литературно-художественный проект о гипотетической вероятности развития техники начиная с 1961 по 2061 с постоянной скоростью прогресса в СССР. Проведя первые художественные конкурсы в Живом Журнале, начался сбор денег на Boomstarter для третьего литературного конкурса и выпуска сборника. А в 2013 прошли выставки в Калининграде, Севастополе, Вологде, Казани, и в Москве на ВДНХ.

### Эволюция жанра
В 2015 году проектом заинтересовался Анатолий Вассерман, став членом жюри. Жанр стал претерпевать значительные изменения: от космических рассказов про колонизацию планет в сторону социальной фантастики, совмещённой с прогнозом будущего, в котором, Российская Федерация восстановит Советский Союз в географическом и социально-экономическом аспектах, опираясь на научно-технический прогресс, и что будет происходить в других странах, учитывая их особенности развития экономики, технологий и политических взглядов. Художественные конкурсы отошли от абстрактных картин образов будущего в сторону конкретных иллюстраций к рассказам-победителям, и проводятся на постоянной основе, выбирая по несколько картин победителей к каждому рассказу.